# Gare de Saint-Nazaire
Gare de Saint-Nazaire – stacja kolejowa w Saint-Nazaire, w regionie Kraj Loary, w departamencie Loara Atlantycka, we Francji.
Zaprojektowana przez Noel Lemaresquier w funkcjonalnym i morskim stylu, została zbudowana w 1995, w celu zapewnienia dostępu pociągom TGV.

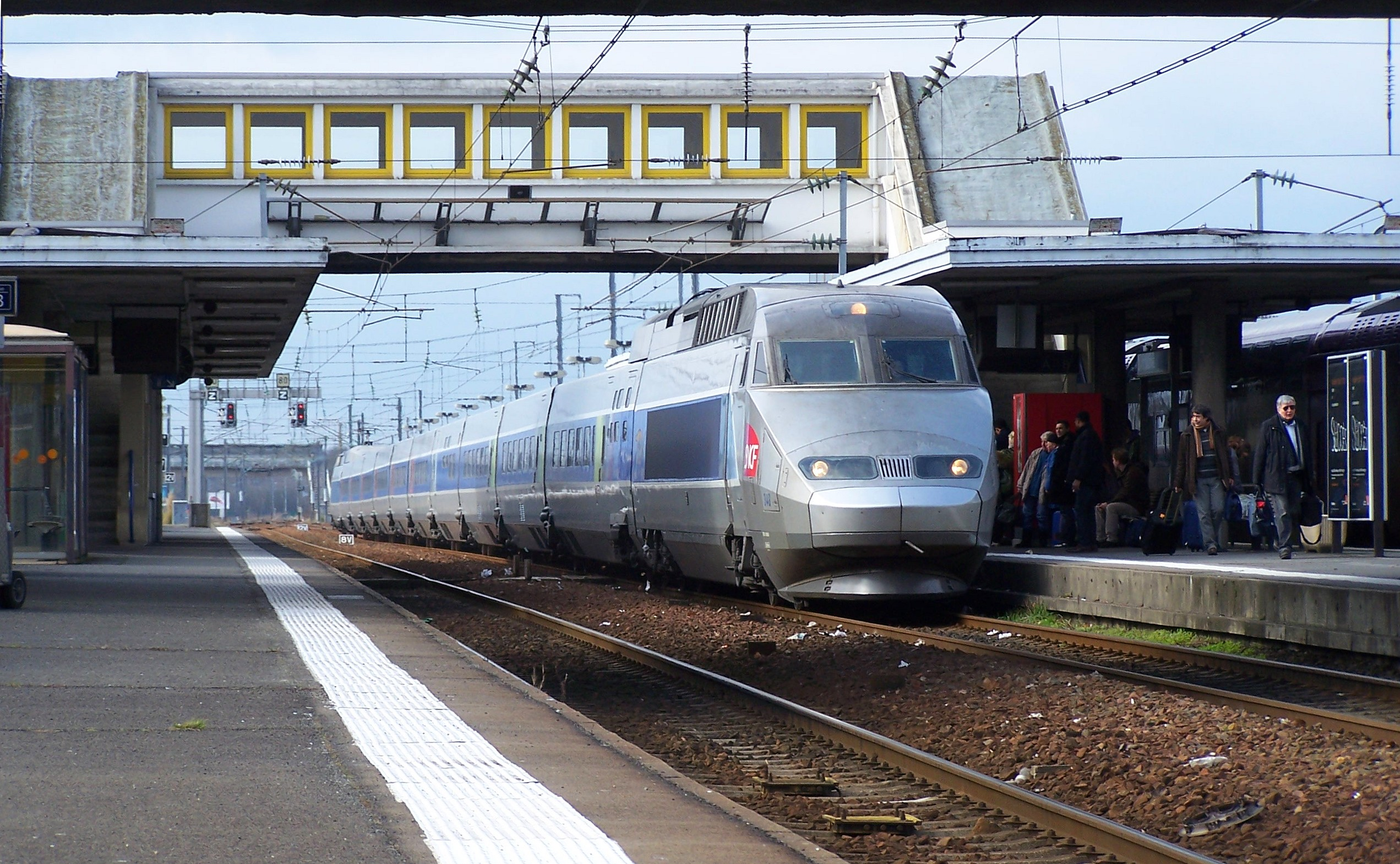
TGV, gare Saint-Nazaire.